# Женская сборная Республики Корея по волейболу
Женская национальная сборная Южной Кореи по волейболу (кор. 대한민국 여자 배구 국가대표팀) — представляет Южную Корею (Республику Корея) на международных волейбольных соревнованиях. Управляющей организацией выступает Корейская ассоциация волейбола (КVA).

## История
Волейбол появился в Корее в 1916 году, когда советник Ассоциации молодых христиан (YMKA) Бэнхерт (США) познакомил корейцев с новой игрой. Через год в Сеуле в гимназии YMKA был проведён первый матч между юношескими командами Сеула и сборной учащихся из других стран, обучавшихся в Корее. В 1925 состоялись первые общенациональные соревнования среди мужских, а в 1931 — и среди женских команд. С 1946 проводятся чемпионаты Кореи по правилам азиатского волейбола (9×9). В том же году образована Корейская ассоциация волейбола, в 1959 вступившая в ФИВБ. Волейбол по правилам ФИВБ (6×6) широко культивируется в Южной Корее с 1958 года.
На международной арене женская волейбольная сборная Южной Кореи дебютировала в августе 1962 года на проходивших в Индонезии Азиатских играх. В ходе турнира южнокорейские волейболистки победили команды Индонезии и Филиппин и проиграли сборной Японии, став серебряными призёрами Азиады-62.
Через два года национальная команда Южной Кореи была среди участников первого олимпийского волейбольного турнира, но выступила неудачно, уступив своим соперникам во всех пяти проведённых на турнире матчах.
1967 год для южнокорейской сборной был ознаменован первыми медалями всемирного масштаба. В дебютном для команды первенстве мира, прошедшем в Японии, волейболистки Южной Кореи выиграли бронзовые медали, но в том чемпионате по организационно-политическим мотивам не приняло участия большинство сильнейших сборных мира.
С конца 1960-х и на протяжении всех 1970-х годов национальная команда Южной Кореи прочно входила в число ведущих сборных мира. За это время кореянки дважды были бронзовыми призёрами чемпионатов мира, дважды выигрывали «бронзу» на Кубке мира, а в 1976 заняли также третье место на монреальской Олимпиаде.
С начала 1980-х результаты сборной Южной Кореи на всемирном уровне пошли на спад, хотя на азиатском континенте она по прежнему была одним из лидеров, 15 раз выиграв медали на чемпионатах Азии, хотя дотянуться до чемпионского титула ей до сих пор ни разу не удалось. Кроме этого, южнокорейские волейболистки 13 раз поднимались на пьедестал почёта Азиатских игр (в том числе на высшую ступень в 1994 и 2014 годах) и трижды становились призёрами проводящегося с 2008 года розыгрыша Кубка Азии.
В сезон 2013 года сборная Южной Кореи вошла значительно обновлённой. Из занявших высокое 4-е место на Олимпиаде-2012 волейболисток в составе национальной команды осталось лишь 4 игрока. И если чемпионат Азии завершился для кореянок в целом удачно — третье место, то отборочный турнир чемпионата мира команда Южной Кореи провалила, проиграв в своей отборочной группе Китаю и Казахстану и впервые за 40 лет не пробившись в число участниц мирового первенства. Не помогло южнокорейским волейболисткам даже наличие в их составе грозной нападающей, «звезды» мирового волейбола Ким Ён Гун.
В 2016 сборная Южной Кореи квалифицировалась на Олимпийские игры, но на самой Олимпиаде, выйдя в плей-офф, завершила борьбу за медали на четвертьфинальной стадии, проиграв в четырёх сетах команде Нидерландов. В том же году южнокорейские волейболистки приняли участие в очередном розыгрыше Кубка Азии, но, выступая молодёжным составом, заняли лишь 8-е (последнее) место.
На отложенных на 2021 год Олимпийских играх в Токио сборная Южной Кореи дошла до полуфинала, где уступила Бразилии, а затем в матче за «бронзу» и Сербии.

## Результаты выступлений и составы

### Олимпийские игры
| - 1964 — 6-е место - 1968 — 5-е место - 1972 — 4-е место - 1976 — 3-е место - 1980 — не квалифицировалась - 1984 — 5-е место - 1988 — 8-е место - 1992 — не квалифицировалась | - 1996 — 6-е место - 2000 — 8-е место - 2004 — 5—8-е место - 2008 — не квалифицировалась - 2012 — 4-е место - 2016 — 5—8-е место - 2020 — 4-е место - 2024 — не квалифицировалась |

- 1964: Чхве Дон Хи, Чжон Чжон Ын, Хон Нам Сон, Ким Кил Чжа, Гва Ён Чжа, Ли Гын Со, Мун Гён Сок, О Чхён Чжа, О Сон Ок, Ю Чхун Чжа, Со Чхун Кан, Юн Чжон Сок.
- 1968: Ан Гён Чжа, Хван Гю Ок, Ким Ён Чжа, Ким О Сон, Ли Ын Ок, Мун Гён Сок, Пак Гым Сок, Со Хи Сок, Ян Чжин Со.
- 1972: Чо Хе Чжон, Ким Ын Хи, Ким Ён Чжа, Ли By Сок, Ли Чжон Чжа, Ли Сон Бок, Юн Ён На, Ю Чжон Хе, Ю Гён Хва.
- 1976: Ли Сон Бок, Ю Чжон Хе, Пён, Гён Чжа, Ли Сон Ок, Бак Мён Сон, Чжан Хе Сок, Ма Гым Чжа, Юн Ён На, Ю Гён Хва, Пак Ми Гым, Чжон Сон Ок, Чо Хе Чжон.
- 1984: Хан Гён Э, Ким Чжон Сон, Ким Ок Сон, Ли Ын Гён, Ли Мён Хи, Ли Ун Им, Ли Ён Сон, Им Хе Сок, Пак Ми Хи, Юн Чжон Хе.
- 1988: ак Ми Хи, Ким Гён Хи, Ким Кви Сон, Лим Хе Сок, Ю Ён Ми, Нам Сон Ок, Юн Чжон Хе, Пак Бок Е, Ким Юн Хе, Сон Ми Сук, Мон Сон Хи, Чжи Гён Хи. Тренер — Хван Сон Он.
- 1996: Ю Ён Гюн, Чжан Юн Хи, Ли Со Чжон, Кан Хе Ми, Чон Сон Хе, Ким Нам Сон, Пак Со Чжон, Хон Чжи Ён, Ли Су Чжон, О Ён Сун, Чжан Со Ён, Чхве Кван Хи.
- 2000: Ким Хи Гён, Кан Хе Ми, Гу Мин Чжон, Чхве Кван Хи, Пак Ми Гён, Гу Ки Лан, Чон Со Хе, Прак Су Чжон, О Ён Со, Ли Мён Хи, Ли Юн Хи, Чан Со Юн.
- 2004: Ли Чжун Ок, Кан Хе Ми, Гу Мин Чжон, Ким Са Ни, Чхве Кван Хи, Нам Чжи Ён, Чан Со Ён, Ким Ми Чжин, Пак Сон Ми, Чжон Дэ Ён, Хан Сон И, Ким Се Ён. Тренер — Ким Чхоль Ён.
- 2012: Ха Чун Ым, Ким Са Ни, Ким Хэ Ран, Лим Хё Сук, Ким Ён Гун, Хан Ю Ми, Хан Сон И, Чжон Дэ Ён, Хван Юн Чу, Ян Хё Чжин, Ким Хи Чжин, Ли Сук Чжа. Тренер — Ким Хён Сил.
- 2016: Ли Хё Хи, Ким Хи Чжин, Ким Хэ Ран, Хван Ён Чжу, Ли Чже Ён, Нам Чжи Ён, Ким Ён Гун, Ким Со Чжи, Пак Чжон А, Ян Хё Чжин, Пэ Ю На, Юм Хё Сон. Тренер — Ли Чжон Чхоль.
- 2021: Ли Со Ён, Юм Хё Сон, Ким Хи Чжин, Ан Хе Чжин, Пак Ын Чжин, О Чжи Ён, Ким Ён Гун, Ким Со Чжи, Пак Чжон Га, Ян Хё Чжин, Чжон Чжи Юн, Пё Сын Чжу. Тренер — Стефано Лаварини.

### Чемпионаты мира
| - 1952 — не участвовала - 1956 — не участвовала - 1960 — не участвовала - 1962 — не участвовала - 1967 — 3-е место - 1970 — не участвовала - 1974 — 3-е место - 1978 — 4-е место - 1982 — 7-е место - 1986 — 8-е место | - 1990 — 5-е место - 1994 — 4-е место - 1998 — 9—10-е место - 2002 — 6-е место - 2006 — 13—14-е место - 2010 — 13—14-е место - 2014 — не квалифицировалась - 2018 — 17—20-е место - 2022 — 20-е место - 2025 — не квалифицировалась |

- 1967: Чхве Чжон Сок, Хе Чжу Ок, Хон Нам Сон, Чу Мун Чжа, Ким Ён Чжа, Ли Чхун Ир, Ли Гын Со, Мун Ген Сок, Со Хи Сок, Ван Гю Ок, Ю Чхун Чжа, Ю Мен Чжа.
- 1982: Ким Ён Сук, Кван Сон Ок, Нам Мён Е, Ли Ын Гюн, Чжин Чхун Ме, Ли Ын Им, Ли Ён Сон, Ким Чжон Сон, Хан Гён Э, Чжон Гын Сон, Ким Сан Ын, Пак Ми Хи. Тренер — Пак Хо Кван.
- 1998: Кан Хе Ми, Гу Мин Чжун, Кан Сон Ми, Ким Чан Хон, Пак Ми Гён, Чхун Сон Хе, Чжун Ын Сон, Пак Су Чжон, Хон Чжи Ён, Чан Юн Хи, Чан Со Юн, Ли Мён Хи. Тренер — Ким Хён Сил.
- 2002: Кан Хе Ми, Гу Мин Чжун, Ким Са Ни, Чхве Кван Хи, Пак Ми Гюн, Ку Ки Лан, Чхун Сон Хе, Ли Мён Хи, Ким Ми Чжин, Чан Со Юн, Чжон Дэ Ён, Хан Ю Ми. Тренер — Рё Хо Сок.
- 2006: Ким Са Ни, Нам Чжи Ён, Хан Ю Ми, Ким Чжи Хён, Ким Ён Гун, Хан Су Чжи, Хан Сон И, Чжон Дэ Ён, Хван Ён Чжу, Ким Се Ён, Ким Хэ Ран, Пэ Ю На. Тренер — Ким Мён Су.
- 2010: О Чжи Ён, Ким Са Ни, Нам Чжи Ён, Им Мён Ок, Ким Ён Гун, Хан Ю Ми, Хан Сон И, Чжон Дэ Ён, Хван Ён Чжу, Ким Се Ён, Ли Со Ла, Ян Хё Чжин. Тренер — Пак Сам Рён.
- 2018: Пак Ын Чжин, Ли Чжу А, Чжун Хо Гён, Ли Хё Хи, Ли На Ён, Ким Хэ Ран, О Чжи Ён, Ким Ён Гун, Ким Со Чжи, Ли Со Ён, Пак Чжон А, Ян Хё Чжин, Ли Чже Ён, На Хён Чжун. Тренер — Ча Хэ Вон.
- 2022: Хан Су Чжи, Юм Хе Сон, Хан Да Хе, Ким Ха Гюн, Ким Ён Гён, Ли Чжу А, Пак Хе Мин, Ли Да Хён, Пак Чжон А, Ли Сон У, Ха Хе Чжин, Хван Мин Гён, Пё Сын Чжу, Ю Со Ын. Тренер — Сесар Эрнандес Гонсалес.

### Кубок мира
| - 1973 — 3-е место - 1977 — 3-е место - 1981 — 5-е место - 1985 — 7-е место - 1989 — 7-е место - 1991 — 6-е место - 1995 — 5-е место | - 1999 — 4-е место - 2003 — 9-е место - 2007 — 8-е место - 2011 — 9-е место - 2015 — 6-е место - 2019 — 6-е место |

### Всемирный Кубок чемпионов
| - 1993 — не квалифицировалась - 1997 — 6-е место - 2001 — 6-е место - 2005 — 6-е место | - 2009 — 5-е место - 2013 — не квалифицировалась - 2017 — 6-е место |

### Гран-при
| - 1993 — 5-е место - 1994 — 5-е место - 1995 — 5-е место - 1996 — 6-е место - 1997 — 3-е место - 1998 — 6-е место - 1999 — 6-е место - 2000 — 5-е место - 2001 — 7-е место - 2002 — не участвовала - 2003 — 6-е место - 2004 — 11-е место - 2004 — 11-е место | - 2005 — 9-е место - 2006 — 9-е место - 2007 — не участвовала - 2008 — не участвовала - 2009 — 12-е место - 2010 — не участвовала - 2011 — 9-е место - 2012 — 14-е место - 2013 — не участвовала - 2014 — 9-е место - 2015 — отказ от участия - 2016 — отказ от участия - 2017 — 14-е место (2-е во 2-м дивизионе) |

### Лига наций
- 2018 — 12-е место
- 2019 — 15-е место
- 2021 — 15-е место
- 2022 — 16-е место
- 2023 — 16-е место
- 2024 — 15-е место
- 2025 — 18-е место

### Чемпионат Азии
| - 1975 — 2-е место - 1979 — 3-е место - 1983 — 3-е место - 1987 — 3-е место - 1989 — 2-е место - 1991 — 3-е место - 1993 — 3-е место - 1995 — 2-е место - 1997 — 2-е место - 1999 — 2-е место - 2001 — 2-е место | - 2003 — 3-е место - 2005 — 4-е место - 2007 — 4-е место - 2009 — 4-е место - 2011 — 3-е место - 2013 — 3-е место - 2015 — 2-е место - 2017 — 3-е место - 2019 — 3-е место - 2023 — 6-е место |

- 2003: Хон Ми Сон, Ли Сок Чжа, Ли Юн Хи, Ким Са Ни, Чхве Кван Хи, Нам Чже Юн, Ким Ми Чжин, Ли Мён Хи, Чжон Дэ Ён, Ким Ю Чжин, Ким Хён Сок. Тренер — Ким Чхоль Ён.
- 2011: Ли Хё Хи, Хван Ён Чжу, Ли Чже Ын, Юн Хё Сок, Нам Чже Ён, Чжон Дэ Ён, Ким Ён Гун, Хан Сон И, Ким Се Ён, Ян Хё Чжин, Ким Хи Чжин. Тренер — Ким Хён Сил.
- 2013: Ким Дэ Ён, Ли Чже Ын, Ким Хэ Ран, Ким Со Чжи, О Чжи Ён, Ким Ён Гун, Пак Чжон А, Хан Сон Ир, Пё Сын Чжу, Пэ Ю На, Ли Чже Ён, Ким Хи Чжин. Тренер — Ча Хэ Вон.
- 2015: Ли Хё Хи, Ким Хи Чжин, Ли Чже Ён, Ким Ён Гун, Ким Со Чжи, Пак Чжон А, Ян Хё Чжин, Нам Чже Ён, На Хён Чжон, Хан Су Чжи, Мун Чжон Вон, Ким Ю Ри. Тренер — Ли Чжон Чхоль.
- 2017: Ли Чже Ын, Ким Ён Ён, Юм Хе Сон, Ким Хи Чжин, На Хён Чжун, Хан Су Чжи, Ким Ён Гун, Ким Со Чжи, Пак Чжон А, Ян Хё Чжин, Ким Ю Ри, Ким Ми Ён, Хван Мин Гён. Тренер — Хон Сон Чжин.
- 2019: Ли Со Ён, Ли Чжу А, Ым Хе Сон, Ким Хи Чжин, Ким Хэ Ран, Ли На Ён, Ха Хе Чжин, Пак Ын Чжин, О Чжи Ён, Ким Ён Гун, Ким Со Чжи, Ян Хе Чжин, Ли Чже Ён, Пё Сын Чжу. Тренер — Стефано Лаварини.

### Азиатские игры
| - 1962 — 2-е место - 1966 — 2-е место - 1970 — 2-е место - 1974 — 2-е место - 1978 — 3-е место - 1982 — 3-е место - 1986 — 3-е место - 1990 — 2-е место | - 1994 — 1-е место - 1998 — 2-е место - 2002 — 2-е место - 2006 — 5-е место - 2010 — 2-е место - 2014 — 1-е место - 2018 — 3-е место - 2022 — 5-е место |

- 2010: Хан Сон И, Хан Ю Ми, Хван Юн Чжу, Чжон Дэ Ён, Ким Са Ни, Ким Се Ён, Ким Ён Гун, Ли Со Ла, Нам Чжи Ён, О Чжи Ён, Ян Хё Чжин, Им Мён Ок.
- 2014: Ли Хё Хи, Ким Хи Чжин, Ким Хэ Ран, Ли Чже Ён, Нам Чже Ён, Ли Дэ Ён, Ким Ён Гун, Хан Сон И, Пак Чжон А, Ян Хё Чжин, Пэ Ю На, Пэк Мок Хва. Тренер — Ли Сон Гу.
- 2018: Пак Ын Чжин, Ли Чжу А, Чжун Хо Гён, Хван Мин Гён, Ли Хё Хи, Им Мюн Гок, Ким Ён Гун, Ким Со Чжи, Пак Чжон А, Ян Хё Чжин, Кан Со Хви, Ли Чже Ён, Ли Да Ён, На Хён Чжун. Тренер — Ча Хэ Вон.

### Кубок Азии
- 2008 —  2-е место
- 2010 —  3-е место
- 2012 — 6-е место
- 2014 —  2-е место
- 2016 — 8-е место
- 2018 — 6-е место
- 2022 — 9-е место

### Восточноазиатские игры
- 2001 — ?
- 2009 —  3-е место
- 2013 — не участвовала

## Состав
Сборная Южной Кореи в Лиге наций 2024
| №  | Имя, фамилия  | Год рождения | Рост | Амплуа      | Клуб                    |
| -- | ------------- | ------------ | ---- | ----------- | ----------------------- |
| 3  | Ким Да Ин     | 1998         | 171  | связующая   | «Сувон Хёндэ Хиллстейт» |
| 4  | Хан Да Хе     | 1995         | 164  | либеро      | «Кванджу Эл Папперс»    |
| 5  | Ким Чхе Вон   | 1997         | 167  | либеро      | «Хвасон ИБК Алтос»      |
| 7  | Ким Чжи Вон   | 2001         | 173  | связующая   | «Сувон Хёндэ Хиллстейт» |
| 9  | Ли Чжу А      | 2000         | 185  | центральная | «Хвасон ИБК Алтос»      |
| 10 | Кан Со Хви    | 1997         | 180  | нападающая  | «Кимчхон Хай-пасс»      |
| 11 | Чхве Чжон Мин | 2002         | 179  | центральная | «Хвасон ИБК Алтос»      |
| 12 | Ли Да Хён     | 2001         | 185  | центральная | «Сувон Хёндэ Хиллстейт» |
| 13 | Пак Чжон А    | 1993         | 187  | нападающая  | «Кванджу Эл Папперс»    |
| 16 | Чжон Чжи Юн   | 2001         | 180  | нападающая  | «Сувон Хёндэ Хиллстейт» |
| 17 | Чжун Хо Ён    | 2001         | 190  | центральная | «Тэджон Ред Спаркс»     |
| 19 | Пё Сын Чжу    | 1992         | 182  | нападающая  | «Тэджон Ред Спаркс»     |
| 20 | Пак Са Ран    | 2003         | 175  | связующая   | «Кванджу Эл Папперс»    |
| 71 | Мун Чжи Юн    | 2000         | 181  | нападающая  | «GS Кэлтекс» Сеул       |

- Главный тренер —  Фернандо Моралес Лопес.
- Тренеры —  Фикрет Джейлан, Хан Ю Ми.

## Фотогалерея

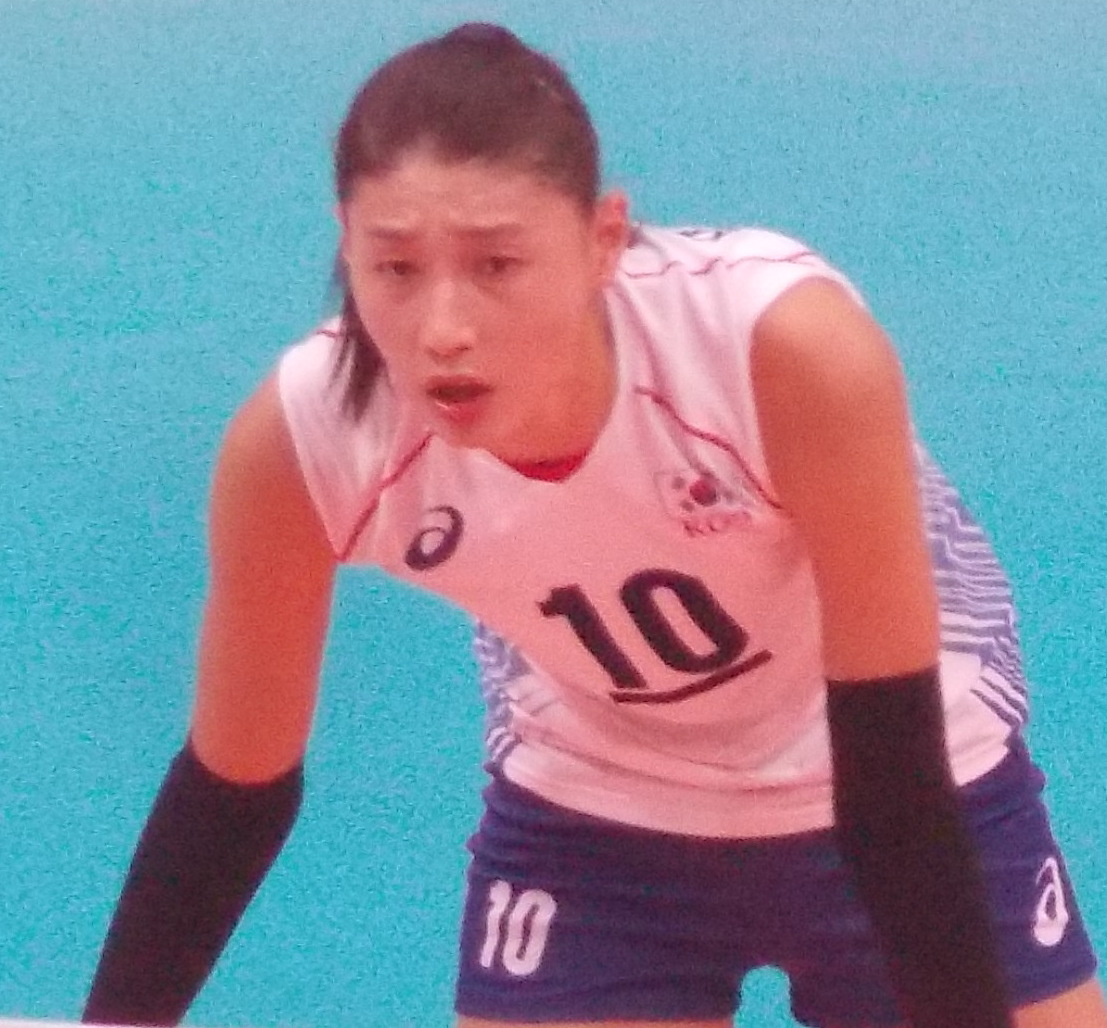
Ким Ён Гун
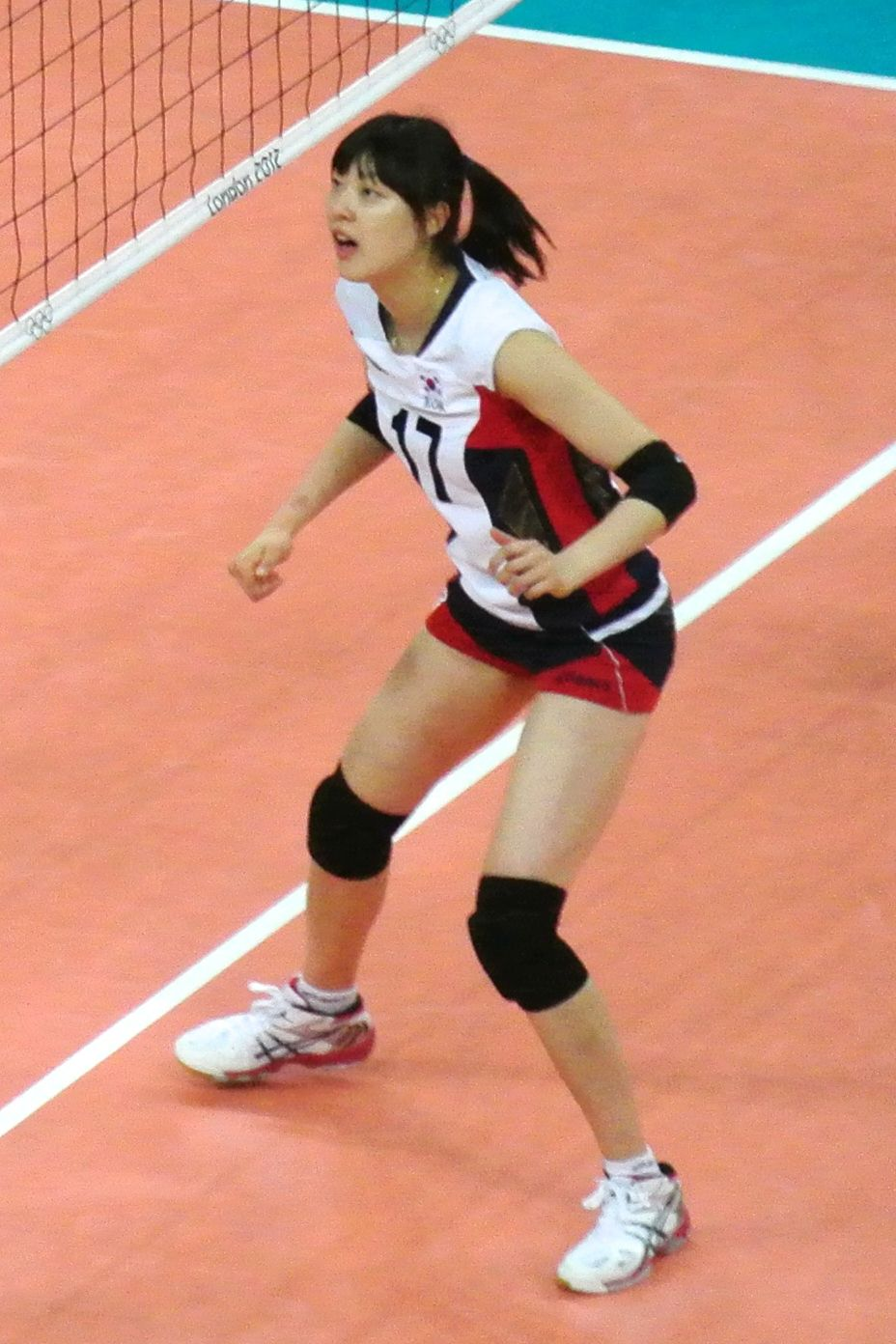
Ян Хё Чжин
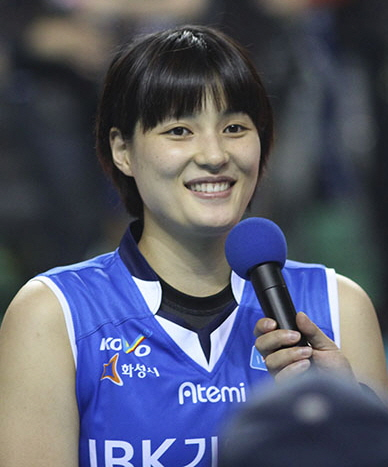
Ким Хи Чжин
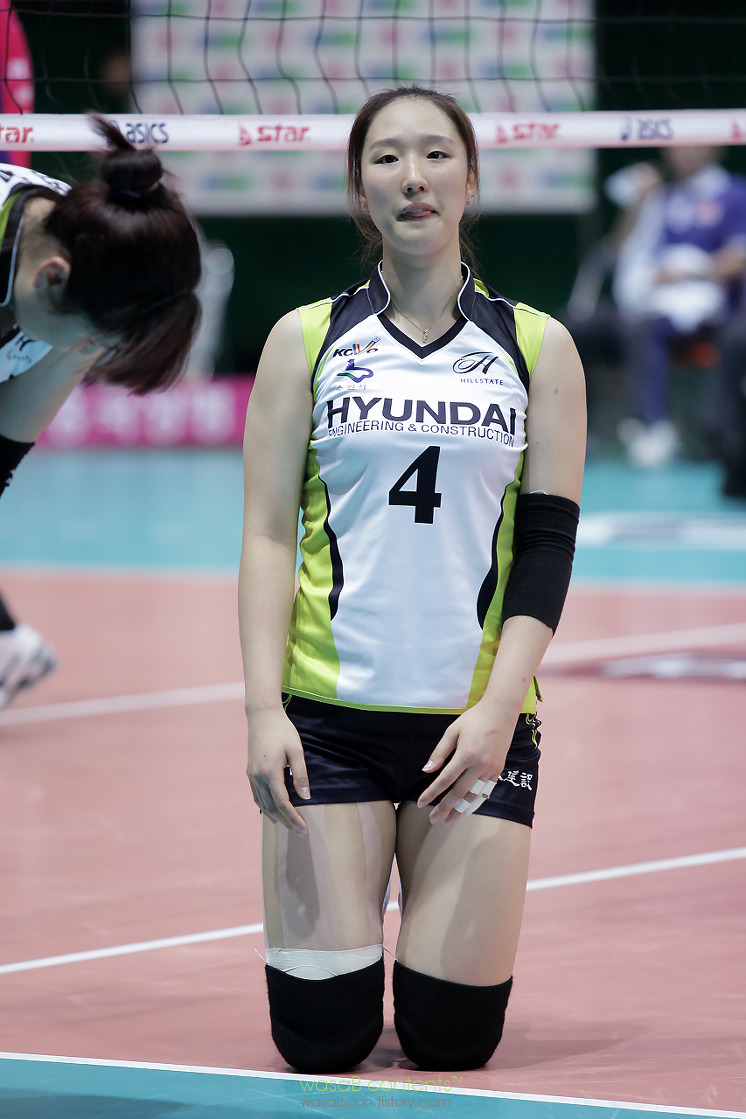
Хван Ён Чжу